# DukseDrengen
DukseDrengen er en dansk superhelt skabt af Peter Gren Larsen og Cecilie Olrik ca. 1987. Hans eventyr er at finde som tv-serie i 6 dele, produceret af DR's Børne- og Ungdomsafdeling i 1988-89 – skrevet og instrueret af Peter Gren Larsen og Cecilie Olrik, samt en nyere tegneserie produceret af Cool Comics i årene 2002-2004.

## TV-serien (1989)
Tv-serien blev udsendt på Danmarks Radio i 1989 som led af et ungdomsprogram kaldet Ungdomsredaktionen. Serien omhandler den "ganske almindelige dreng" Arno Olsen, der går i "en ganske almindelig syvende klasse, på en ganske almindelig skole". Arno Olsen er forelsket i Louise, spillet af Cecilie Olrik, klassens eneste elev af hunkøn, der dog er forelsket i klassens "smarte fyr", Donny Dumkopf, der spilles af Peter Gren Larsen. Arno Olsen/DukseDrengen spilles af stuntmanden Deni Jordan, der efterfølgende har medvirket i flere produktioner såsom Danmarks Radios kriminalserie Rejseholdet.
Arno Olsen sidder en dag hjemme på sit værelse og læser Batman-tegneserier, da det pludselig slår ham, at han vil være superhelt, når han bliver stor. Dette ordner han næste dag i sin skoles fysiklaboratorium ved at udsætte sig for et "uheld", der giver ham enorme kræfter og talenter.
Som en rigtig superhelt har Arno nu fået superkræfter og svagheder – han kan f.eks. ikke tåle grøn kryptokridt, røde pølser, grøn sodavand og en række E-numre af typen, der tilsættes madprodukter. I tegneserien (2002-2004) etableres det ydermere, tf DukseDrengen ej heller kan tåle alkohol, der gør ham ganske aggressiv og utilregnelig.
DukseDrengens ærkefjende i tv-serien kaldes Fedtegreven. En meget rig og meget mystisk forretningsmand med onde luner a la Supermans ærkefjende Lex Luthor. Fedtegreven har ét mål i livet – at tjene penge. Dette gøres igennem forringelse af alskens produkter, bl.a. har han sørget for, at lakridsæg nu er mindre end i "gamle dage", men stadig koster det samme eller måske endnu mere end i fortiden. Han står bag produktionen af billige transistorradioer, der automatisk går i stykker, når den 1-årige købsgaranti udløber og så videre. Fedtegreven får inkompetent assistance af en bunke andre superskurke i seriens univers: Børnelokkeren, spillet af Mek Pek, der stjæler sparegrise fra børn sammen med hans kumpaner, Rockerne, der helt igennem er uduelige til deres hverv og endelig Tøsedrengen, spillet af Christian Iversen, hvis våben er et krøllejern, der affyrer en slags laserstråle, der, hvis den rammer et levende væsen, resulterer i en prægtig krøllet hårmanke på dennes hoved.
Serien er et dansk svar på tv-serien Batman fra 1960'erne, der blev sendt på Danmarks Radio i slutningen af 1980'erne, med Adam West og Burt Ward i hovedrollerne som Batman og Robin. Batman-serien benyttede sig ofte af yderst satirisk komik og absurd logik.
Det danske modstykke, som denne artikel handler om, bruger samme absurde logik flere steder, foruden at være et satirisk melodrama. Tøsedrengen og de to rockerskurke er på et tidspunkt i serien flygtet fra DukseDrengen ind i Tivolis menneskevrimmel i et forsøg på at slippe væk fra forbryderbekæmperen. DukseDrengen fanger dog de tre skurke efter en komisk "biljagt", der involverer Tivolis forlystelse "veteranbilerne". Efter at have afleveret de tre bøller til politichefen ræsonnerer DukseDrengen sig frem til, hvorfor de løb ind i Tivoli – frem for at tage et tog på hovedbanegården for at slippe væk. Det må jo naturligvis være, fordi de ikke ville sætte DukseDrengen på sporet af Fedtegrevens hovedkvarter – der ligger i JERNBANEGADE.
Serien bærer tydelige præg af skabernes socialistiske idealer – blandt andet igennem Fedtegreven, den store onde kapitalist, der forringer alt i sin jagt på penge[kilde mangler].
Dog går den danske serie skridtet videre, og man følger også "virkeligheden" bag om kameraet hvor tv-selskabet Danmarks Hurradio (en parodi på navnet Danmarks Radio) bliver opkøbt af direktør Brink fra koncernen "Everywhere" og bl.a. gennemfører product placement, tv-reklamer og en hel ny handling ind i serien. Firmaet Everywhere introducerer "den nye Duksedreng", som viser sig at være Arnos klassekammerat "Donny Dumkoph", og sætter for en tid DuskeDrengen ud af spillet. Dog kommer det til et opgør, og her sker retfærdigheden fyldest. 
En andet detalje var, at der i serien blev oplyst, at der var udgivet en pjece på alle landets biblioteker om Danmarks nye helt, DukseDrengen. Dette virkede som en åbenlys joke, men pjecen blev rent faktisk udgivet.

## TV-serien i dag
Serien har den dag i dag et kultfølge, der husker deres oplevelse med serien under transmissionerne i 1989. Seriens fans findes oftest i demografien af herrer i 20-30års alderen.
Duksedrengen var på stemmesedlen til Danmarks radios 'BONANZA' side hvor de 10 serier som fik flest stemmer ud af i alt 100, ville blive tilgængelige på siden, her klarede duksedrengen ikke at komme i top 10. I 2008 opstod der flere Facebook-grupper, inklusiv en officiel en af slagsen med flere skuespillere og produktionsfolk involveret, som havde til formål at få serien udgivet på DVD.

## DVD
DukseDrengen blev udgivet i sin helhed på dvd den 31. marts 2009 af Nordisk Film.

## Tegneserien (2002-2004)
H. Christian Vang producerede under sit tegneserie-imprint Cool Comics, i årene 2002-2004, fire tegneserier med DukseDrengen efter aftale med figurens skabere. Cool Comics-serien har, til trods for at være baseret på tv-serien, ikke meget tilfælles med tv-seriens absurde logik og er ikke nær så inspireret af 60'ernes Batman-serie som den oprindelige udgave af DukseDrengen var det.
Historierne, der hænger sammen i de tre første hæfter som en såkaldt 'miniserie', er rettet imod det yngre publikum med masser af action, one-liners og platte jokes og slapstick humor. Tegneserierne introducerede ydermere et par nye skurke til universet:
Svovlmunken – en vanvittig, pyromanisk katolsk munk der skyder med kæmpestore tændte tændstikker. Denne figur har lidt tilfælles med de originale Batman-tegneserier fra 1960'erne, hvor Batman og Robin ofte kæmpede imod skurke, der brugte kæmpestore klaverer, kæmpestore kuk-ure, eller lignende, som våben imod heltene.
Natteravnen – en eksotisk lejemorderinde, der klæder sig næsten som Batgirl gjorde det i 1960'ernes tv-serie Batman. I sidste nummer af tegneserien skifter hun side, forelsker sig i helten og rejser fra byen. Det var meningen, at hun skulle have sin egen tegneserie, men denne har endnu ikke set dagens lys.
"Matadoren" – en forretningsmagnat hvis navn aldrig nævnes i serien. Der vides ikke meget om denne figur, men det afsløres i seriens næstsidste hæfte, at han har samarbejdet med Fedtegreven om en kloning af DukseDrengen i forbindelse med et hæsligt plot imod helten. Det antydes med andre ord at "Matadoren" arbejder med genetisk manipulation af biologiske materier. Dette hænger udmærket sammen med TV-seriens socialistiske idealsystem – denne skurk genmanipulerer for at lave penge.
Professor Valdenhoss – en videnskabsmand, ansat af "Matadoren" som en slags højre hånd. Valdenhoss er til stede i første og sidste nummer af tegneserien.
Fjerde hæfte af DukseDrengens tegneserie udkom i samarbejde med Børnefonden som velgørenhedshæfte.

Galleri
- Forside fra DukseDrengen #2
- Side 2 fra DukseDrengen #3